# Schlaghaus (Büdingen)

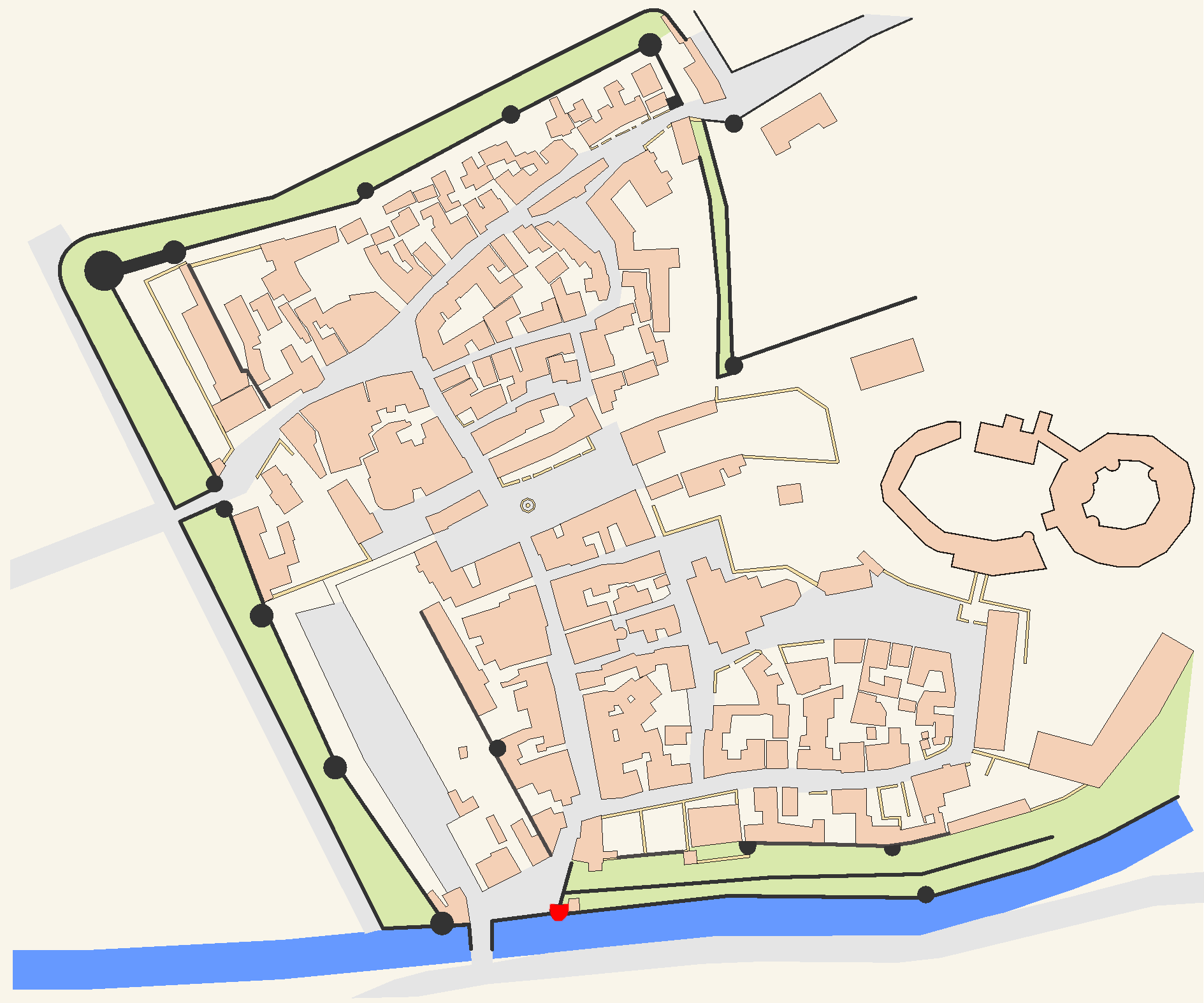
Stadtplan der Altstadt, Schlaghaus hervorgehoben

Das Schlaghaus (seit dem 17. Jahrhundert auch Schlachthaus genannt) in Büdingen ist ein Anfang des 14. Jahrhunderts erbauter mächtiger spätmittelalterlicher Torbau. Ursprünglich war das Schlaghaus auf der am meisten gefährdeten südlichen Seite der Altstadt am jenseitigen Ufer des Seemenbachs (in seinem alten Bett) gelegenes Gegenstück der hohen Mühlpforte und mit einer Zugbrücke verbunden. Dort zog die Heer- und Handelsstraße vorbei, was eine besondere Sicherung erforderte. Im großen „Freiheitsbrief“, mit dem Heinrich II., Herr zu Büdingen, seine Stadt 1353 begnadete, wird die Toranlage mit Brücke, Riegeln, Zugbrücke und Schlagbaum beschrieben.

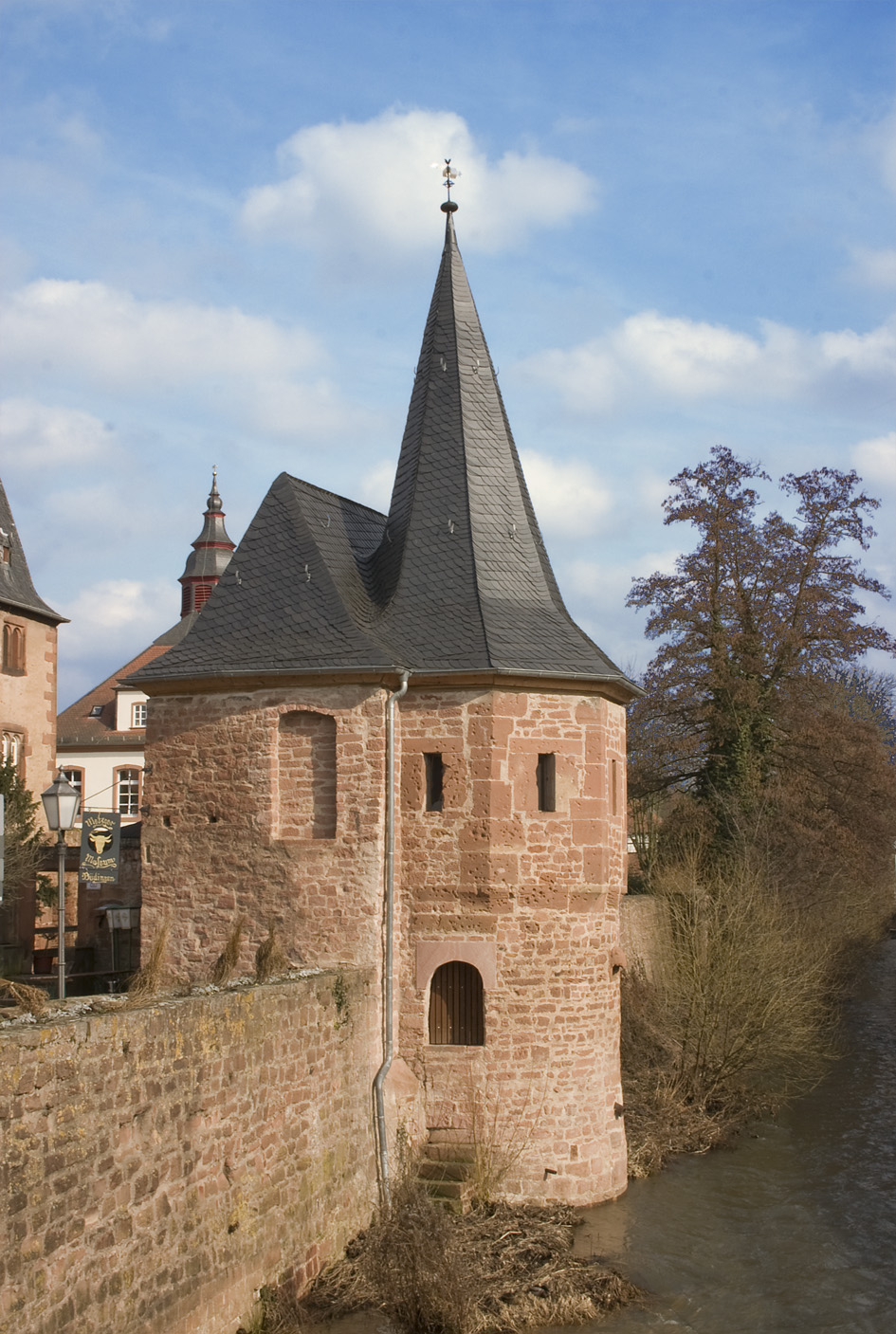
Das Schlaghaus – Südseite

Der Begriff Schlaghaus leitet sich von Schlag ab. Dem Begriff kommen verschiedene Bedeutungen zu. Gemeint sein kann ein Fallgatter oder eine Art Sperrschranke zum Schutze der Brückenanlage. Schlag bezeichnet auch  Schlagmauern, die im Mittelalter oft vor Toren angelegt waren, um den angreifenden Feind von der direkten Richtung zum Tor wegzuleiten. Schlag bezeichnet zudem den Ort, an dem Wegegeld zu bezahlen oder Zoll zu entrichten war, den Schlagbaum.
Anfänglich lagen die Mühlpforte und das Schlaghaus in einer geraden Linie. Bei feindlichen Angriffen war so nicht nur das Schlaghaus, sondern zugleich das zweite Tor durch Schüsse gefährdet. Mit dem Bau eines mächtigen Mauergürtels vor der älteren Stadtmauer zwischen 1480 und 1510 durch Graf Ludwig II. wurde diese Schwäche 1494 durch eine Neugestaltung der Toranlage beseitigt. Der Verlauf des Seemenbachs wurde nach Süden vor den „Damm“ umgeleitet und das alte Bachbett zum Trockengraben umfunktioniert. Als äußeres Tor wurde weiter westlich gelegen das Mühltor beim Meliorschen Haus erbaut. Durch die S-förmige Wegeführung konnten so Durchschüsse durch beide Tore verhindert werden. Damit verlor aber auch das Schlaghaus seine Bedeutung als Torbau und wurde zu einem Halbturm der neuen Befestigungsanlage umgebaut. Der Durchgang des Schlaghauses wurde vermauert und man setzte ein spitzbedachtes Türmchen in den Seemenbach vor. Aus dem Türmchen konnte man Bach, Torbrücke und Vorgelände wirksam unter Feuer nehmen. In zwei Ebenen sind je drei der für Büdingen typischen Buckelscharten (Schießöffnungen) vorhanden. Das Obergeschoss diente als Auslug und Wachstube. Die militärische Bedeutung belegen noch immer Einschüsse von Bleikugeln während der Belagerung im Herbst 1634 an der Außenseite. Seit 1700 verlor die Verteidigungsanlage mit ihren Mauern und Türmen zunehmend an Bedeutung. So wurde das Schlaghaus als „Betzenloch“ verwendet, einem Gefängnis für kleinere Vergehen. Datierte Einritzungen im Innern erinnern an diese Funktion. Zudem diente es den Torwachen als Arrestlokal.

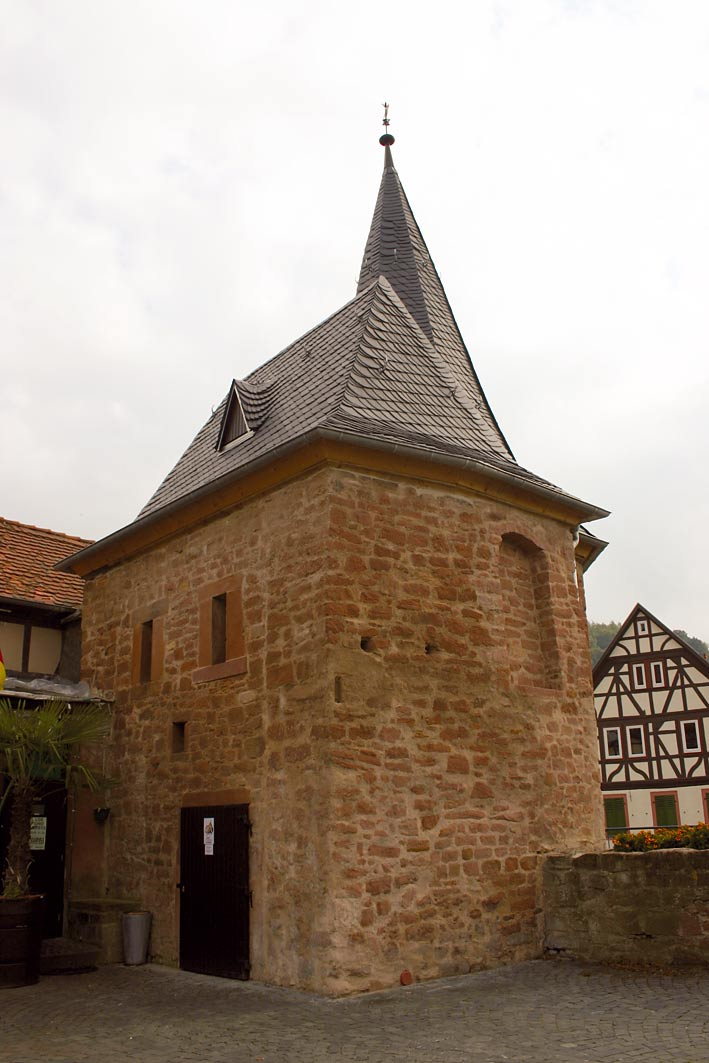
Das Schlaghaus – Nordseite

Bis zum Jahr 1777 diente die Metzgerschirn am Küchenbach den Büdinger Metzgern als Schlachtplatz. In diesem Jahr verlegten die Metzger ihr Handwerk in das Schlaghaus, das damit seinen weiteren Namen Schlachthaus erhielt. Zu diesem Zweck wurde das Untergeschoss des Turms verfüllt und die dortigen Schießscharten vermauert. Am Boden des so entstandenen Schlachtraum wurden Sandsteinplatten mit leichtem Gefälle verlegt. Damit war es möglich, Blut und Schlachtabfalle direkt in den Seemenbach zu leiten. Der Schlachtraum wurde mit einem Schlachtbalken und anderem Gerät ausgestattet.

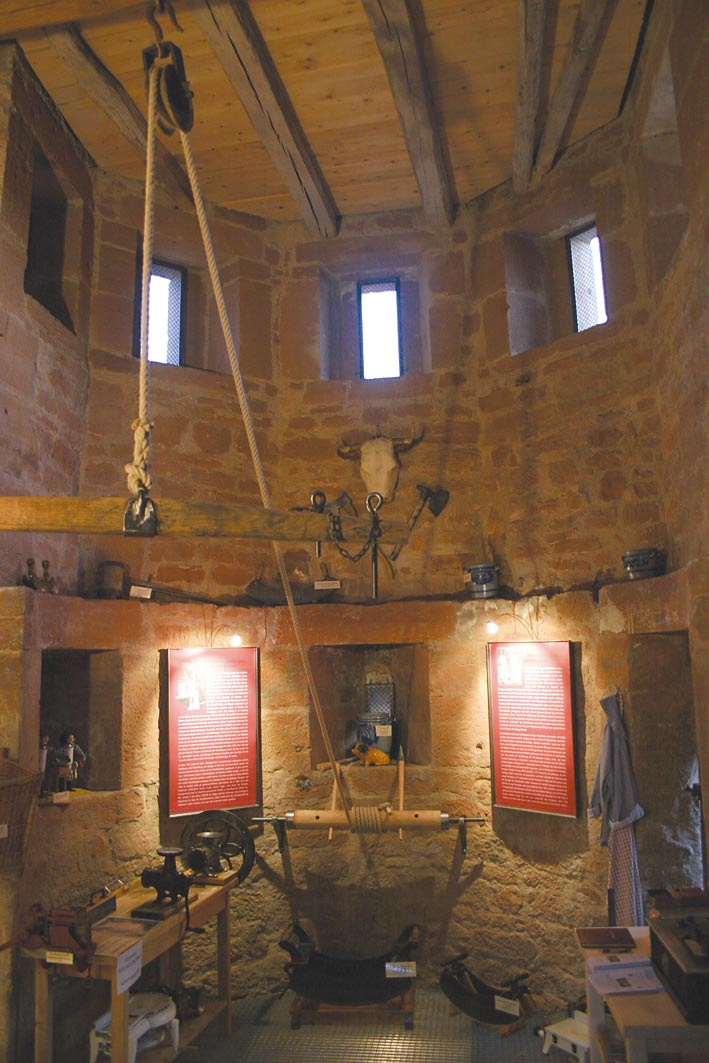
Innenansicht des Metzgermuseums

1892 bemängelte Kreisgesundheitsarzt Dr. Hauser die Verhältnisse im Büdinger Schlachthaus. Der Seemenbach führte zeitweise nur wenig Wasser oder wurde von den Müllern aufgestaut. Damit konnte der Seemenbach seiner Funktion als Abwasserkanal oft nicht gerecht werden. Außerdem vollzog sich der gesamte Schlachtbetrieb in der Öffentlichkeit, da um das Schlachthaus kein verschließbares Gelände vorhanden war. Das geschlachtete Vieh wurde oft ohne Abdeckung transportiert. Schließlich gründeten die Büdinger Metzger 1895 die Schlachthausgenossenschaft. Der Gegenstand ihres Unternehmens war die „Erbauung eines Schlachthauses zu Büdingen auf gemeinschaftliche Rechnung“. Das neue Schlachthaus wurde zügig erbaut und konnte bald die Funktion des Schlaghauses übernehmen.
Über 100 Jahre diente das Schlaghaus als Abstellraum, zuletzt des städtischen Bauhofs. Im Rahmen der Altstadtsanierung wurde der Turm 2005/2006 grundhaft saniert. Dabei wurde auch das Untergeschoss des Schlaghauses freigelegt und unter einem Gitterrost sichtbar gemacht. Seit September 2006 beherbergt das Schlaghaus auf Initiative der Schlachthausgenossenschaft das Büdinger Metzgermuseum. Die Schlachteinrichtungen mit Schlachtbalken und Winde wurden zu diesem Zweck wieder eingebaut. Ausgestellt sind zudem historische Metzgerwerkzeuge und -maschinen.